# Козловой кран

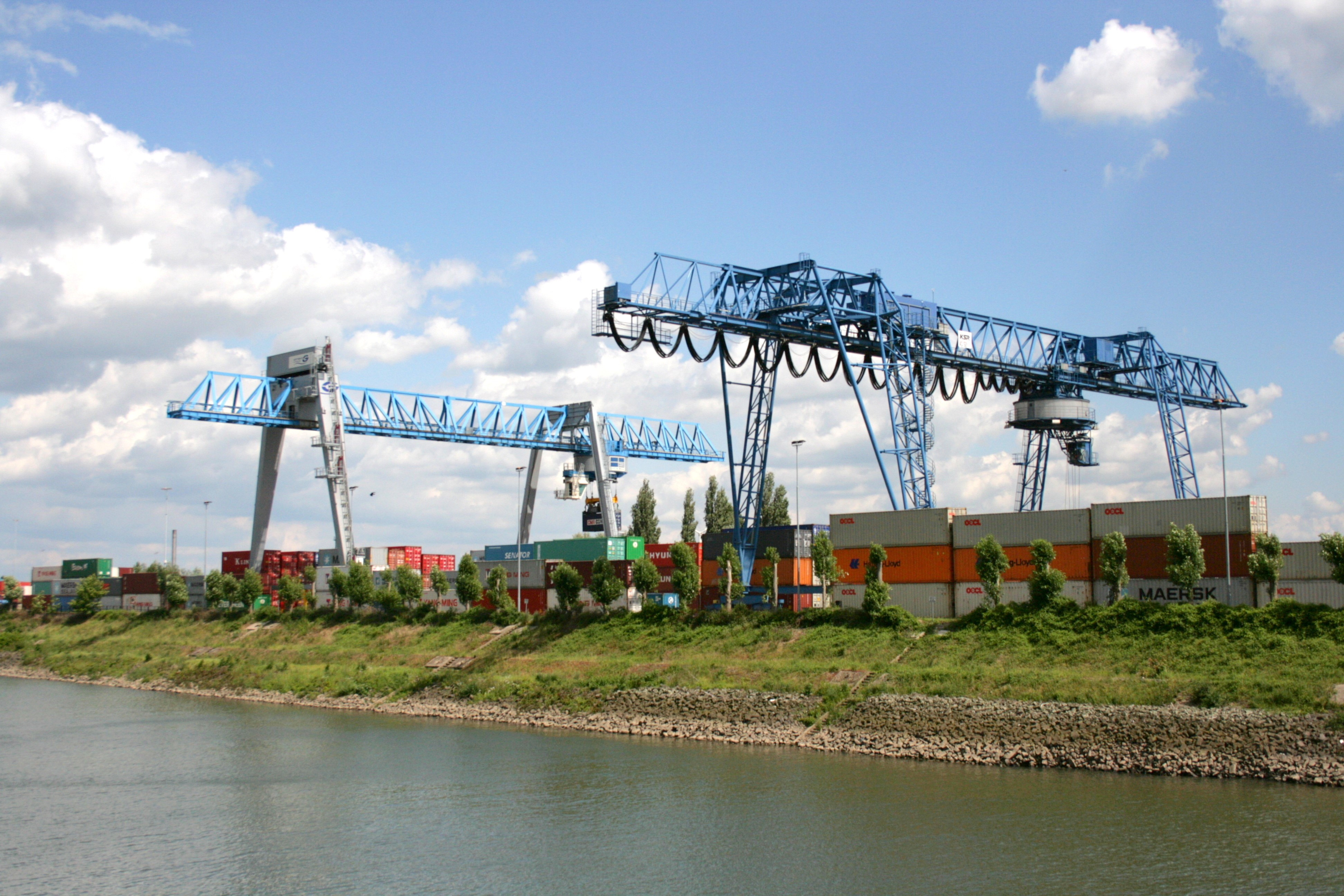
Консольно-козловые краны для перегрузки контейнеров в порту Эммерих-ам-Райн

Козловы́е кра́ны — краны мостового типа, мост (пролётные строения) которых установлен на опоры, перемещающиеся по рельсам, установленным на бетонные фундаменты. Внешне похожи на козлов, отсюда и название.

## Описание

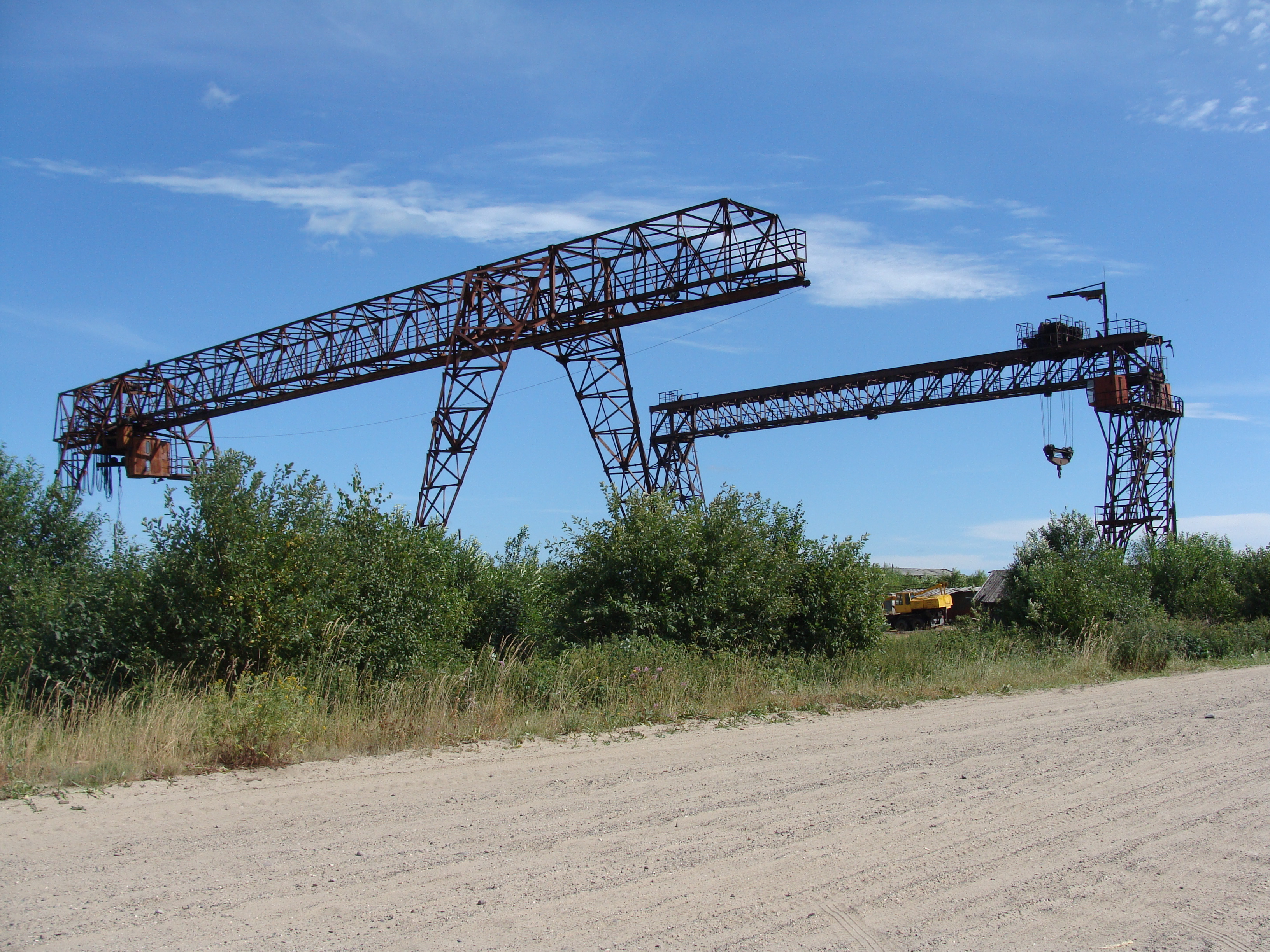

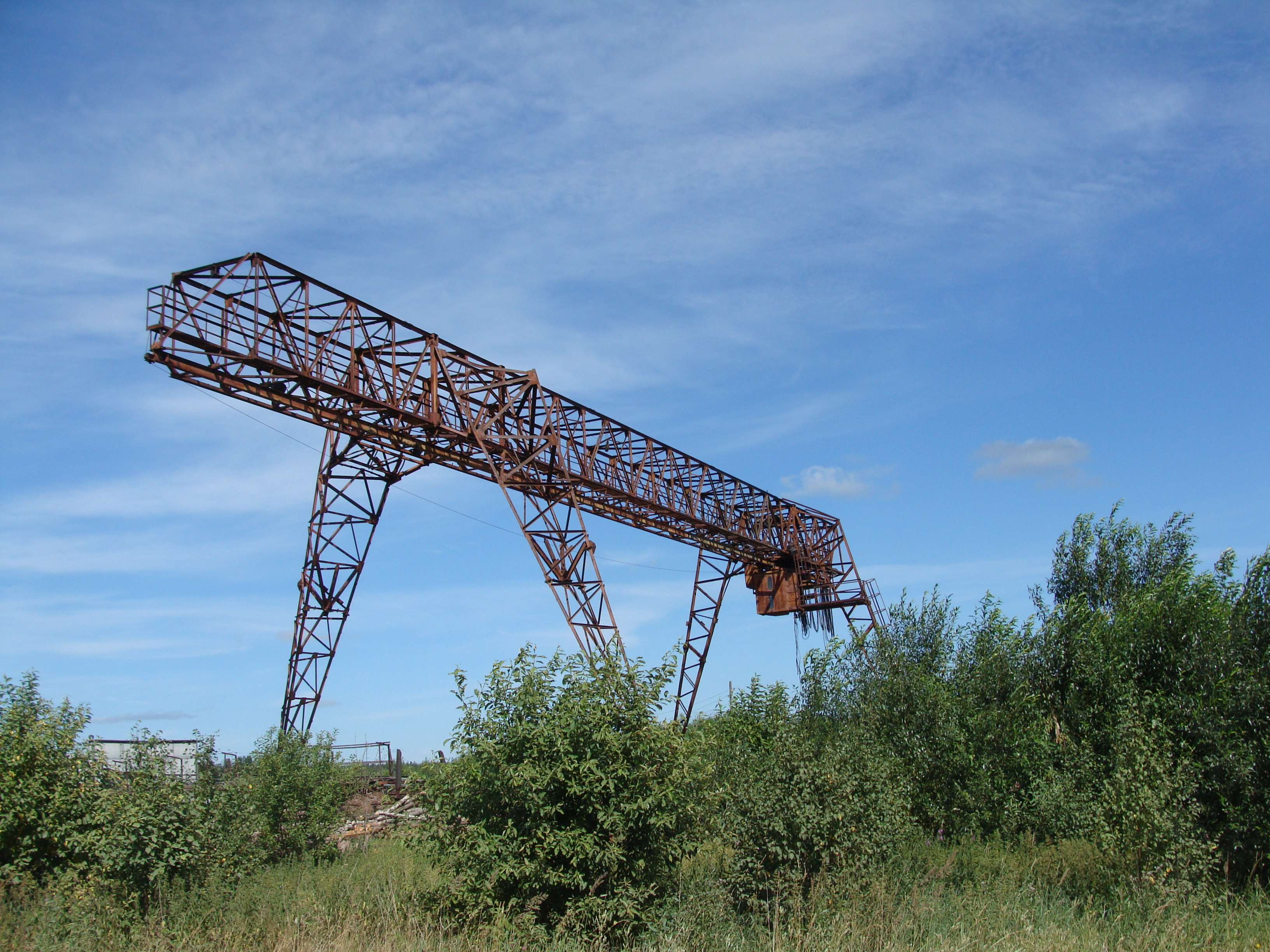

Козловой кран состоит из следующих элементов:
- металлический мост;
- тележка, установленная или подвешенная на мосту и способная по нему передвигаться;
- две опоры, каждая из которых включает одну или две стойки;
- платформы опор для передвижения по подкрановому пути;
- механизм подъёма груза;
- механизм передвижения тележки;
- механизм передвижения крана.

Козловые краны по назначению подразделяют на:
- перегрузочные (общего назначения);
- строительно-монтажные;
- краны специального назначения (например, краны для гидротехнических сооружений).

| Тип крана             | Грузоподъёмность, т | Пролёт, м | Высота подъёма, м |
| --------------------- | ------------------- | --------- | ----------------- |
| Перегрузочный         | 3.2-50              | 10-40     | 7-16              |
| Строительно-монтажный | 300-400             | 60-80     | 20-30             |

По конструкции моста козловые краны делят на:
- краны с однобалочным мостом;
- краны с двухбалочным мостом.

По количеству стоек козловые краны разделяют на:
- краны с одностоечными опорами;
- краны с двухстоечными опорами.

Наиболее распространены козловые краны с двухстоечными опорами. Одна из опор может быть жёстко соединена с мостом (жёсткая или пространственная опора), а другая — шарнирно (гибкая или плоская опора). У козловых кранов с пролётом менее 25 м обе опоры выполняют жёсткими. Рельсовый путь каждой из опор тяжёлого крана (грузоподъёмностью 1000 т и более) может состоять из 2-х и более рельсов. Ходовые тележки имеют в этом случае пространственную балансирную подвеску. В некоторых случаях рельсы укладывают на разных уровнях при различной высоте опор.
Кран называют полукозловым, если мост одной стороной опирается на подкрановый путь, а другой — на опорные стойки.
Грузовая тележка перемещается по мосту крана. Механизм передвижения тележки, как и механизм подъёма, может быть установлен на тележке (автономная грузовая тележка) или на металлической конструкции моста. Нередко механизм подъёма установлен на металлоконструкции, а тележка лишь снабжена механизмом передвижения.
Грейферные козловые краны (см. грейфер (грузозахват)) оборудованы специальной грейферной лебёдкой и при наличии механизма подъёма имеют механизм замыкания грейфера.
Если имеется необходимость ориентации груза, то тележку снабжают поворотной частью, как тележку металлургических кранов.
Для уменьшения раскачивания груза может быть использован жёсткий подвес грузозахватного устройства.

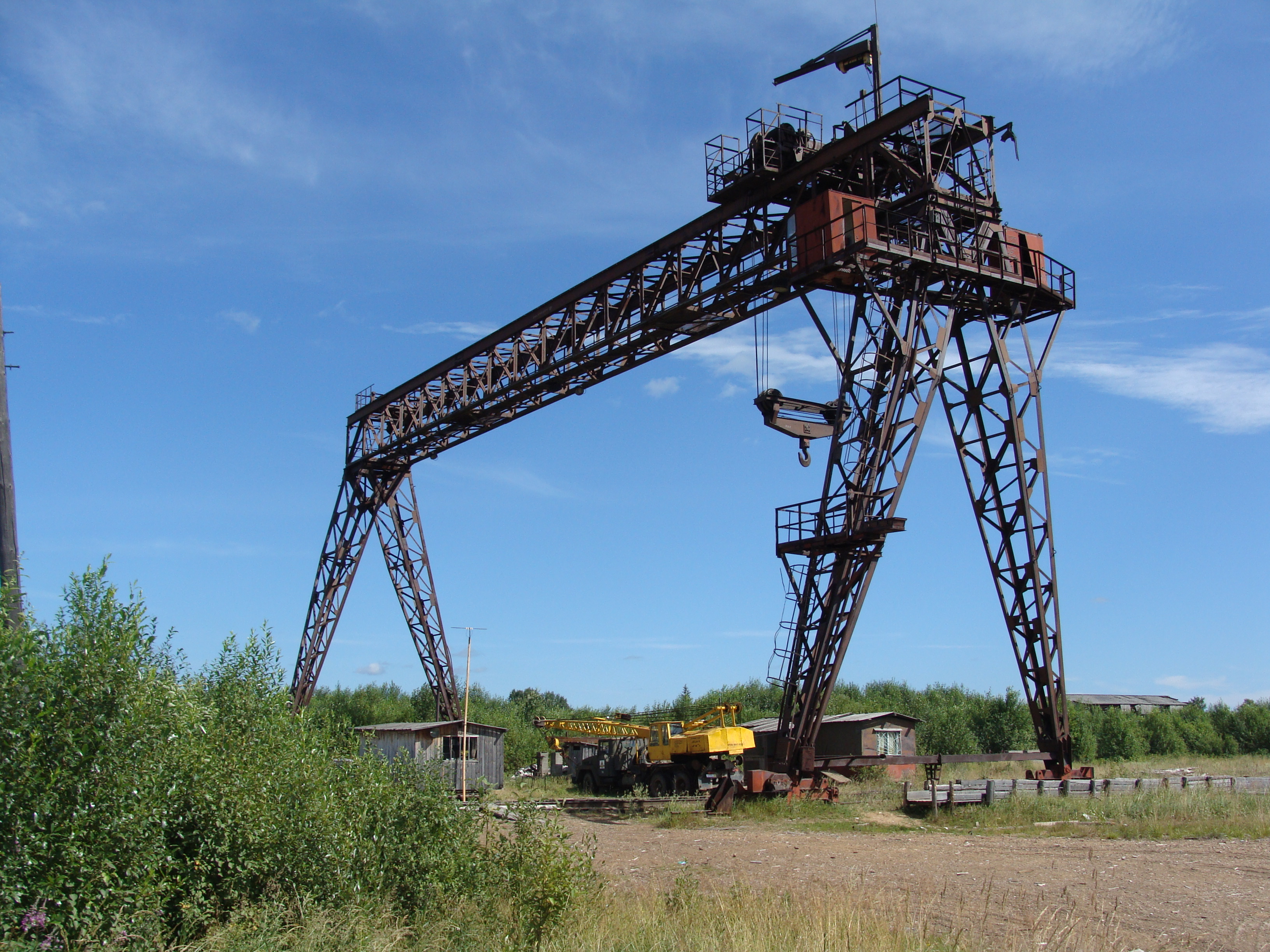
Бесконсольный козловой кран на складе леса в пос. Черёмушский Архангельской обл.

Двухконсольные козловые краны имеют двухстоечные опоры, однобалочные или реже — двухбалочные мосты. По конструктивной схеме выпускают большинство козловых кранов специального назначения.
Козловые краны с электроталями (грузоподъёмностью от 8 до 12.5 т и пролётом до 20-25 м) обычно выполняют с трубчатым или коробчатым мостом, иногда усиливаемым шпренгельной системой. Козловые краны грузоподъёмностью от 12.5 до 32 т и пролётом 25-32 м, в основном, изготовляют с решётчатой металлоконструкцией.
Преимущественное распространение получили козловые краны общего назначения, в первую очередь, краны с гибкой подвеской грузозахватного устройства:
- грейферные;
- крюковые;
- магнитные.

Параметры козловых кранов общего назначения грузоподъёмностью 3.2-32 т с пролётами 10-32 м и высотой подъёма 7.1; 8.0; 9.0 и 10 м устанавливается согласно ГОСТ 7352-81.
Козловые однобалочные краны. Козловые краны с однобалочными мостами и одностоечными опорами применяют редко, что в значительной мере объясняется относительной сложностью консольной грузовой тележки.
Козловые двубалочные краны. Козловые краны с двухбалочным мостом более металлоёмки; основным их преимуществом является возможность применения типовых грузовых тележек от мостовых кранов и изготовление коробчатых пролётных балок по отработанной технологии.

## Устройство
Металлическая конструкция козлового крана включает:
- мост (пролётное строение):
  - без консолей;
  - с одной консолью (однобалочный мост);
  - с двумя консолями (двухбалочный мост);
- две опоры:
  - с одной стойкой каждая;
  - с двумя стойками каждая.

Часто мост крана представляет собой пространственную конструкцию, состоящую из двух, связанных между собой ферм. Однобалочные мосты более характерны для кранов грузоподъёмностью 5-10 т. В качестве тележки в этом случае используют электротали.
Козловые краны большой грузоподъёмности выполняют с двухбалочными мостами. Рельсы для перемещения тележек в этих кранах обычно устанавливаются на верхней части главных балок. Грузовые канаты проходят между главными балками.

### Тележки
Масса канатных грузовых тележек с учётом массы грузовой и тяговой лебёдок составляет 5-10 % от массы номинального груза. Канатные грузовые тележки находят применение только в кранах группы режима 1K … 3K[прояснить], так как при перекатывании грузового каната по блокам полиспаста существенно увеличивается сопротивление передвижению тележки, что приводит к ускоренному износу каната. Для предотвращения чрезмерного провисания грузового каната приходится увеличивать массу грузовой подвески.
Подвесная грузовая тележка у козловых кранов бывает двух типов:
- монорельсовая. У монорельсовой канатной тележки для уменьшения изгибающего момента, изгибающего монорельс, подвески рамы блоков выполнены со сферическими опорными элементами. Кроме ограниченного срока службы монорельса, отмечается неустойчивое положение тележки и кабины в поперечном направлении. Боковое раскачивание тележки и передвижной кабины, которое не устраняется применением упорных роликов, отрицательно влияет на условия работы крановщика. При действии на тележку боковых нагрузок или при возникновении эксцентриситета в механизмах с траверсой при подъёме грузов упорные ролики оказывают воздействие на нижние пояса моста. В некоторых случаях для перемещения кабины предусматривают дополнительные монорельсы, что увеличивает металлоёмкость конструкции[2];
- двухрельсовая. Иногда двухрельсовые подвесные тележки снабжают монорельсовыми каретками, а нижние пояса моста выполняют из двутавровых балок, однако при этом резко возрастает число ходовых колёс. Усложняются и становятся менее надёжными узлы крепления балок к решётке граней моста[2].

Более распространены краны с тележками, перемещающимися по направляющим, уложенным на нижние пояса[неизвестный термин]. Рамы таких тележек для обеспечения равномерного распределения нагрузок на подтележечные направляющие часто выполняют с опиранием по трёхточечной схеме. При использовании тележек с грузовыми лебёдками на одном из торцов рамы закрепляют шарнир для соединения поперечной балки несущей стойки с ходовыми колёсами. В канатных тележках поперечину прикрепляют к торцу балки, на которой установлены канатные блоки. В этом случае уменьшается высота тележки, что позволяет рамы балансиров ходовых колёс монтировать на оси торцов поперечин. Для улучшения компоновки узлов примыкания стоек к мосту, в самоходных тележках применяют малогабаритные редукторы или механизм передвижения выполняют с центральным приводом.

### Лебёдки
Ход натяжения тягового каната ориентировочно может составлять 0.8-1.2 % и 1.5-2.5 % длины пути тележки для лебёдок соответственно с нарезными барабанами и шкивами. При ходе тележки 40-45 м применяются натяжные лебёдки. Для фрикционных лебёдок иногда применяют автоматические натяжные устройства (грузовые или пружинные). Их рекомендуют использовать при скоростях передвижения 0.3-0.5 м/с и ходе тележки 20-25 м. В качестве натяжных используют поворотные под действием собственного веса лебёдки, рамы которых шарнирно смонтированы на основании с обеих сторон от шкива.
Лебёдки могут быть выполнены:
- с канатоведущим желобчатым шкивом. Минимальный диаметр[чего?] должен быть не менее наименьшего допустимого диаметра блока и соответствовать группе механизма. Угол наклона[чего?] должен быть несколько более угла трения каната о шкив[2];
- с нарезным барабаном. Такие лебёдки более надёжны, но обладают большими габаритами и массой[2].

### Ходовое устройство козловых кранов
Механизмы передвижения выполняют в виде одноколёсных или балансирных тележек, соединяемых с основанием стоек опор или ходовых балок. Приводные двигатели имеют фазный ротор; в козловых кранах с электроталями грузоподъёмностью 5 т и менее часто применяют короткозамкнутые двигатели. Балансирные тележки могут быть выполнены с установленными на промежуточные ходовые колёса зубчатыми венцами, связанными между собой колесом. Иногда на выходной вал редуктора выполняют с третьей дополнительной опорой — с целью уменьшить нагрузку на корпус редуктора. В некоторых механизмах передвижения вал ведущего колеса монтируют на двух опорах и соединяют с редуктором зубчатой муфтой, однако это приводит к существенному увеличению ширины ходовой тележки. У механизма передвижения с навесным редуктором отсутствует консольная нагрузка и открытые передачи. Иногда валы редуктора и колёса соединяют с помощью жёсткой тарельчатой муфты. В козловых кранах применяются различные узлы установки ходовых колёс от мостовых кранов — цилиндрические и сварные буксы, закрепляемые внутри опоры. При использовании горизонтальных редукторов компоновка и рама усложняются; возрастают боковые габариты тележки. При использовании вертикальных редукторов значительно снижается масса и габариты тележки.

## Применение
Козловые краны применяют обычно для обслуживания открытых (реже крытых) складов, главным образом штучных грузов, контейнеров и лесных грузов, для монтажа сборных промышленных и гражданских сооружений, обслуживания гидроэлектростанций и секционного монтажа в судостроении. Краны изготовляются преимущественно крюковыми или со специальными грузозахватными устройствами. Пролёты кранов общего назначения обычно 4-40 м; при обслуживании судостроительных стапелей до 170 м. Грузоподъёмность таких кранов составляет 3-50 т, а при обслуживании гидроэлектростанций и стапелей достигает 400-800 т (в отдельных случаях 1600 т — две тележки с грузоподъёмностью по 800 т). Передвижение кранов (скорость 20-100 м/мин) часто является рабочим движением; при малых грузоподъёмностях в качестве грузовой тележки используются самоходные электрические тали. Для монтажа крупных изделий (например, в судостроении) применяют краны с двумя грузовыми тележками, позволяющими кантовать груз на весу. Краны строительного назначения, имеющие переменное место работы, выполняются самомонтирующимися.
Козловые краны для ГЭС. Специальные краны, предназначенные для монтажа и обслуживания машинных залов ГЭС, отличаются большой грузоподъёмностью (100-500 т) при относительно малых пролётах. Подразделяются на:
- краны для машинных залов;
- краны для плотин.

Могут быть:
- бесконсольными;
- консольными;
- стреловыми;
- полукозловыми[1].

Операции, проводимые на ГЭС с помощью козловых кранов:
- синхронизированный подъём затворов плотин (большой ширины) несколькими кранами;
- подъём ротора генератора колпака над ним, затворов, решёток и пр.[1].

Мощнейший козловой кран в мире Хонхай способен поднимать 22 000 тонн на высоту 65 метров, установлен в Цзянсу.

## Монтаж, демонтаж

### Монтаж кранов с двухстоечными опорами
Общим требованием монтажа козловых кранов является обеспечение минимальной трудоёмкости и стоимости. А также часто предъявляют требования подъёма полностью собранных на монтажной площадке в рабочее положение.
Козловые краны с двухстоечными опорами обычно выполняют с шарнирным креплением стоек к мосту. Это позволяет осуществлять самоподъём крана методом стягивания оснований стоек монтажными полиспастами. Ранее для кранов грузоподъёмностью 5-12.5 т эту операцию стремились выполнять без применения других механизмов: для этого ходовые тележки снабжали канатными барабанами и приспособлениями, позволяющими на период монтажа подключать эти барабаны к приводу.
В последнее время такие барабаны предусматривают только в кранах предназначенных для строительных работ (частые перебазировки). Иногда на стойках устанавливают обоймы монтажных полиспастов, но в основном, ограничиваются устройством проушин для их соединения. Для стягивания полиспастов используют другие лебёдки или тракторы.
В связи с широким распространением стреловых самоходных кранов, в том числе большой грузоподъёмности (100-250 т), подъём моста козловых кранов всё чаще производят двумя стреловыми самоходными кранами, а при пролёте 16-25 м одним стреловым краном, причём ходовые колёса, прикреплённые к стойкам, которые шарнирно соединены с мостом, при подъёме перемещаются по подкрановым путям. Монтаж козловых кранов должен выполняться методом стягивания опор или с использования других кранов. Для кранов с относительно большой высотой подъёма (12-13 м) эти способы не всегда приемлемы. Значительная длина стоек опор, имеющих в начальный период монтажа угол наклона, затрудняет их стягивание.
В ряде случаев (на складах лесопромышленных предприятий) не имеется возможности использования стреловых кранов с необходимыми параметрами. В этом случае может быть использован метод монтажа с первоначальным подъёмом опор в рабочее положение, в котором они удерживаются системой расчалов. Затем с помощью полиспастов, верхние обоймы которых прикреплены к ригелям опор, опоры поднимают и к ним крепят заранее собранный на нулевой отметке мост.

### Монтаж кранов с одностоечными опорами
Монтаж аналогично двухстоечным. У таких кранов предусматривают также шарнирное соединение стоек с опорными балками. Это позволяет с помощью монтажных мачт или кранов разворачивают стойки совместно с прикреплённым к ним мостом в рабочее положение.

### Демонтаж
Демонтаж осуществляется в порядке, противоположном монтажу.